# Хайнс, Шерил
Ше́рил Рут Ха́йнс (англ. Cheryl Ruth Hines; род. 21 сентября 1965, Майами-Бич, Флорида) — американская актриса, наиболее известная по роли в сериале Ларри Дэвида «Умерь свой энтузиазм», которая принесла ей номинацию на премию «Эмми». С 2011 по 2014 год она снималась в ситкоме «Пригород».

## Биография
Хайнс родилась в Майами-Бич, Флорида, в семье Розмари Грехем Харбольт и Джеймса Хайнса. Часть семьи переехала во Фростпруф, Флорида. Хайнс выросла в Таллахасси, Флорида, где была членом Театра юных актёров. Также, она присутствовала в Техническом центре Лайвли и Таллахасском общинном колледже. Окончила Университет штата Флорида.

## Карьера
Перед началом актёрской карьеры, Хайнс работала официанткой, репортёром телевидения, телефонным оператором и личным помощником Роба Райнера. Сначала она участвовала в импровизациях театра The Groundlings, в котором была ученицей актрисы Лизы Кудроу. Позже, получила роль Шерил в комедии «Умерь свой энтузиазм». В 2006 году за роль Шерил, Хайнс получила номинацию на премию Эмми в категории «Лучшая актриса второго плана». В 2008 году она появилась в фильме «Официантка» и «Грант». В 2009 году состоялся режиссёрский дебют Хайнс в фильме «Настоящий лунный свет», с Мег Райан в главной роли. В 2009—2010 годах она была приглашённой актрисой в сериале «Братья и сёстры». В июле 2010 года было объявлено, что Хайнс присоединится к актёрскому составу мультсериала «Волшебные родители», где она озвучит Ванду. С 2010 года Хайнс является исполнительным продюсером реалити-шоу «Школа гордости».
В 2011 году она снимается в ситкоме телеканала ABC «Пригород».
29 января 2014 года Шерил Хайнс получила собственную звезду на Голливудской «Аллее славы».

## Личная жизнь
В 2002—2010 года Шерил была замужем за основателем фирмы «Principato-Young» Полом Янгом. У бывших супругов есть дочь — Кэтрин Роуз Янг (род.08.03.2004).
С 2 августа 2014 года Шерил замужем во второй раз за политиком Робертом Ф. Кеннеди-младшим, с которым она встречалась 2 года до их свадьбы.
Шерил является членом Совета попечителей общества больных церебральным параличом.

## Фильмография

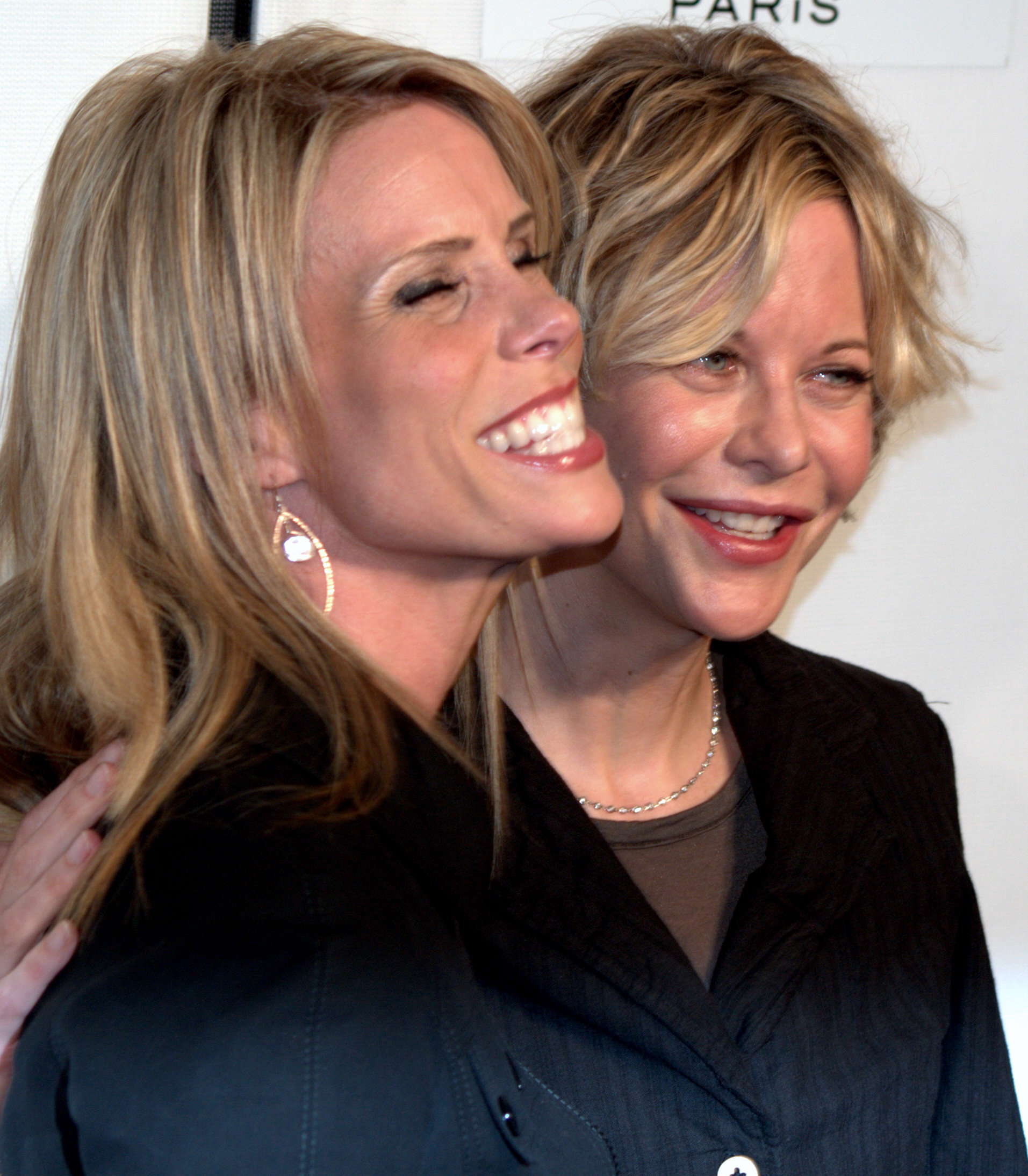
Хайнс и Мег Райан на премьере фильма «Настоящий лунный свет».

| Кино | Кино                                          | Кино                         | Кино                                 |
| Год  | Фильм                                         | Роль                         | Примечание                           |
| ---- | --------------------------------------------- | ---------------------------- | ------------------------------------ |
| 1996 | Дешёвые Карри и исчисление                    | Камео                        |                                      |
| 2004 | А вот и Полли                                 | Менеджер                     |                                      |
| 2005 | Пирог                                         | Роксанна                     |                                      |
| 2005 | Сумасшедшие гонки                             | Сэлли                        |                                      |
| 2005 | Наш собственный                               | Сэлли Кроудер                |                                      |
| 2006 | Классные идеи Бикфорда Шмеклера               | Профессор Адамс              |                                      |
| 2006 | Дурдом на колёсах                             | Джейми Мунро                 |                                      |
| 2006 | Не уступить Штейнам                           | Кейси                        |                                      |
| 2006 | Клиника                                       | Пейдж (сестра доктора Кокса) |                                      |
| 2007 | Официантка                                    | Беки                         |                                      |
| 2007 | Доброй ночи, вагина                           | Мэг                          | Камео                                |
| 2008 | Грант                                         | Лейни                        |                                      |
| 2008 | Генри Пул уже здесь                           | Мег                          |                                      |
| 2008 | Барт снял номер в гостинице                   | Бет                          |                                      |
| 2008 | Мартышки в космосе                            | Луна                         | Озвучивание                          |
| 2008 | Легенда секретного прохода                    | Нитика                       | Озвучивание                          |
| 2009 | Все в бункер                                  | Ева Браун                    | Камео                                |
| 2009 | Голая правда                                  | Джорджия                     |                                      |
| 2009 | Настоящий лунный свет                         | Режиссёрский дебют           |                                      |
| 2009 | Временно беременна                            | Лиза Депардо                 |                                      |
| 2009 | Ханна Монтана                                 | Кэтрин Йорк                  | Эпизод «What I Don’t Like About You» |
| 2010 | Братья и сёстры                               | Баффи                        | 3 эпизода                            |
| 2011 | Волшебные родители: Повзрослей, Тимми Тёрнер! | Ванда                        | телесериал                           |
| 2011 | Пригород                                      | Даллас Ройс                  | Главная роль                         |
| 2014 | Если твоя девушка — зомби                     | Джуди Орфман                 |                                      |
| 2016 | Девять жизней                                 | Мэдисон Кэмден               |                                      |
| 2017 | Сын Зорна                                     | Эди Беннет                   | 13 эпизодов                          |
| 2017 | Очень плохие мамочки 2                        | Сэнди                        |                                      |

## Награды и номинации
| Награды и номинации                 | Награды и номинации | Награды и номинации                                        | Награды и номинации  | Награды и номинации |
| Награда                             | Год                 | Категория                                                  | Фильм                | Итог                |
| ----------------------------------- | ------------------- | ---------------------------------------------------------- | -------------------- | ------------------- |
| Эмми                                | 2003                | Лучшая женская роль второго плана в комедийном телесериале | Умерь свой энтузиазм | Номинация           |
| Грейси                              | 2005                | Лучшая женская роль второго плана в комедийном телесериале | Умерь свой энтузиазм | Награда             |
| Премия Гильдии киноактёров США      | 2006                | Лучший актёрский состав в комедийном сериале               | Умерь свой энтузиазм | Номинация           |
| Эмми                                | 2006                | Лучшая женская роль второго плана в комедийном телесериале | Умерь свой энтузиазм | Номинация           |
| Телевизионный фестиваль Монте-Карло | 2007                | Лучшая женская роль в комедийном телесериале               | Умерь свой энтузиазм | Номинация           |
| Премия Гильдии киноактёров США      | 2010                | Лучший актёрский состав в комедийном сериале               | Умерь свой энтузиазм | Номинация           |
| Выбор телевизионных критиков        | 2012                | Лучшая женская роль в комедийном сериале                   | Пригород             | Номинация           |